# 蘇格納曼
35°53′45″N 6°23′22″E / 35.89583°N 6.38944°E

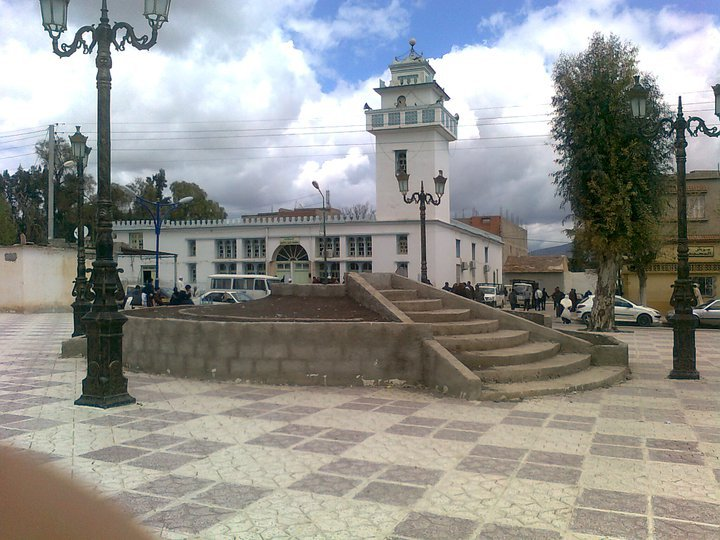

蘇格納曼（阿拉伯语：‎），是阿爾及利亞的城鎮，位於該國東北部，由烏姆布瓦吉省負責管轄，是蘇格納曼區的首府，面積227平方公里，2008年人口23,988，人口密度每平方公里106人。